# Батиури
Батиури (груз. ბატიური) — село в Грузии, на территории Карельского муниципалитета края (мхаре) Шида-Картли.

## География
Село находится в центральной части Грузии, на правом берегу реки Орбодзалисцкали (бассейн Куры), на расстоянии приблизительно 9 километров (по прямой) к юго-юго-западу от города Карели, административного центра муниципалитета. Абсолютная высота — 1162 метра над уровнем моря.

## Население
По результатам официальной переписи населения 2014 года в Батиури проживал один человек осетинской национальности.
| Год  | Население, человек |
| ---- | ------------------ |
| 2002 | 5                  |
| 2014 | ↘ 1                |